# 下妻市立下妻中学校
下妻市立下妻中学校（しもつましりつ しもづまちゅうがっこう）は、茨城県下妻市長塚乙38番地1にある公立中学校。通称は下中（しもちゅう）。

## 沿革
1947年（昭和22年）、当時の真壁郡下妻町に下妻町立下妻中学校として開校する。1954年（昭和29年）、下妻町の市制施行を受けて、下妻市立中学校となる。1957年（昭和32年）に総上中学校を、1969年（昭和44年）に上妻中学校と統合し、現体制となる。2020年（令和2年）、下妻市が全市立小中学校・幼稚園における2学期制導入を決定したことを受けて、2021年（令和3年）より3学期制から2学期制へと移行した。

### 年表
- 1947年（昭和22年）5月4日 - 真壁郡下妻町に下妻町立下妻中学校として開校する。
- 1954年（昭和29年）6月1日 - 下妻町が市制施行。
- 1957年（昭和32年） - 総上中学校と統合
- 1969年（昭和44年） - 上妻中学校と統合
- 1970年（昭和45年）3月 - 校章制定
- 1972年（昭和47年）6月1日 - 統合新校舎が完成し、竣工式が挙行される。同校では、この日をもって創立記念日としている。
- 1973年（昭和48年）8月 - プール竣工式
- 1974年（昭和49年）3月 - 体育館竣工式
- 1977年（昭和52年）7月 - 運動部室、および合宿所完成
- 1986年（昭和61年）1月 - 給食室新設
- 2018年（平成30年）1月28日 - 新校舎竣工式
- 2021年（令和3年）4月 - 3学期制から2学期制へ移行。

## 校区
- 下妻市立下妻小学校、下妻市立上妻小学校、下妻市立総上小学校の通学区域[3]。

すなわち、本城町、田町、本宿町、下妻、砂沼新田、坂本新田、大木新田、長塚、石の宮、小野子町、下木戸（下妻市立大宝小学校区を除く）、今泉、大木、半谷、黒駒、江、平方、尻手、渋井、桐ケ瀬、前河原、赤須、柴、南原、上野、今泉、中居指、二本紀、小島、西古沢の各地域。

## 主な卒業生
- 宮島一代 - サッカー審判員
- 塚田真希 - 柔道家、アテネオリンピック柔道女子78kg超級金メダリスト
- 黒須成美 - 近代五種選手